# Távol telt tőled tavaszom
A Távol telt tőled tavaszom Agatha Christie egyik olyan regénye, amelyet Mary Westmacott álnév alatt jelentetett meg. Első ízben az Egyesült Királyságban jelent meg 1944 augusztusában, a William Collins & Sons kiadónál. A regény címe idézet Shakespeare XCVIII. szonettjének kezdetéből: „Távol telt tőled tavaszom, midőn / A pettyekkel tündöklő Április / Ifjúságot lehelt szét a mezőn, / Hogy táncolt még a vén Szaturnusz is”. A mű, hasonlóan Agatha Christie többi lélektani regényéhez, soha nem vált népszerűvé, de a műfajban írottak közül ez volt az írónő kedvence.

## Keletkezésének háttere
Noha Agatha Christie 1943-ban három nap alatt írta meg regényét, a téma már hat-hét éve foglalkoztatta. Egyes vélemények szerint ezzel a könyvvel mintha önmagának próbálta volna bizonyítani, hogy első házasságának gondjaira a válás volt a legjobb megoldás; más szerzők szerint amellett, hogy ezzel a regénnyel kiírta magából az első házasságának fájdalmas emlékeit, a második házasságával kapcsolatos félelmei is közrejátszottak.
A regény hátteréül Christie közel-keleti élményei szolgáltak, és az írónő többi regényéhez hasonlóan ez is tartalmaz saját családjával kapcsolatos utalásokat.
Maga Christie így írt a regény keletkezésének folyamatáról: „A történetet már nagyon hosszú ideje dédelgettem magamban. Furcsa érzés, amikor az ember fejében hat-hét éven keresztül motoszkál egy könyv, és közben állandóan épül, és alakul azzá, amivé végül válik. […] Annyira féltem, nehogy megzavarjanak és félbeszakítsam a munkát, hogy az első fejezet befejezése után ugrottam egy nagyot és megírtam az utolsó fejezetet – világosan láttam, hová fogok megérkezni. […] pont olyannak írtam meg, amilyennek akartam, és ennél nagyobb öröme egy szerzőnek aligha lehet.”

## Főhőse és cselekménye
A középkorú Joan Scudamore, a lányánál tett látogatás után hazafelé tart Bagdadból. Az árvíz és a vonat késése miatt néhány napot egy sivatag széli fogadóban kell töltenie, ahol nincs társasága, és nincs mivel elfoglalnia magát, ezért önmagán tűnődik. „Felvetődnek a legnehezebb kérdések: Ki vagyok én? Valójában milyen vagyok? Mit gondolnak rólam azok, akiket szeretek?” Joan rájön, hogy nem csak saját magát, de a hozzá közeli embereket is félreismerte: férje éveken át egy másik nőbe volt szerelmes, gyermekeihez pedig soha nem tudott közel kerülni. Megérti azt is, hogy ostoba és öntelt volt, és azzal az elhatározással indul haza, hogy változtatni fog életén.

## Magyarul
- Távol telt tőled tavaszom; ford. Görög Lívia; Hungalibri, Bp., 2000 (Hunga könyvek)

## Fogadtatása
Marjorie Grant recenziója a The Times Literary Supplementben elismeréssel állapította meg, hogy az írónak sikerült igen olvasmányossá tennie visszatekintésként megírt regényét, a számos technikai nehézség ellenére. J. D. Beresford cikke a The Guardianban okos és folyamatosan érdekes műnek minősítette.

## Fordítás
- A Fogadtatása szakasz az Absent in the Spring című angol Wikipédia-szócikk fordításán alapul. A fordítás eredetijének szerkesztőit az eredeti cikk laptörténete sorolja fel.